# Summerville (Pensilvania)
Summerville es un borough ubicado en el condado de Jefferson en el estado estadounidense de Pensilvania. En el año 2000 tenía una población de 525 habitantes y una densidad poblacional de 325.7 personas por km².

## Geografía
Summerville se encuentra ubicado en las coordenadas 41°06′59″N 79°11′18″O / 41.11639, -79.18833.

## Demografía
Según la Oficina del Censo en 2000 los ingresos medios por hogar en la localidad eran de $30,909 y los ingresos medios por familia eran $38,000. Los hombres tenían unos ingresos medios de $26,792 frente a los $18,409 para las mujeres. La renta per cápita para la localidad era de $16,745. Alrededor del 6.1% de la población estaba por debajo del umbral de pobreza.